# Un type bien
Pour plus de détails, voir Fiche technique et Distribution.
Un type bien est un film français réalisé par Laurent Bénégui et sorti en 1991.

## Fiche technique
- Titre : Un type bien
- Réalisation : Laurent Bénégui
- Scénario : Laurent Bénégui
- Photographie : Luc Pagès
- Costumes : Anne Schotte
- Son : Pascal Ribier, Philippe Baudhuin, Philippe Ravoet
- Montage : Ludo Troch
- Musique : Dan Belhassen
- Production : Cinq et Cinq Films - Gemka Productions
- Distribution : Amorces
- Pays d'origine :  France
- Durée : 90 minutes
- Date de sortie : France - 28 août 1991

## Distribution
- Alain Beigel
- Raoul Billerey
- Agnès Obadia
- Daniel Gélin
- Catherine Claeys
- Jacques Herlin
- Catherine Hosmalin
- Xavier Maly
- Philippe Morier-Genoud